# Heart (sång)
Heart är en sång skriven av Richard Adler och Jerry Ross, och inspelad av Eddie Fisher 1955 till musikalen Damn Yankees. Med text på svenska av Bo-Göran Edling spelades den in av Sonya Hedenbratt 1968, som signaturmelodi till tv-serien Låt hjärtat va' me'.
Med svenskspråkig text har sången även använts som avslutningsmelodi till Lotta Engbergs Lotta på Liseberg .